# 聟島列島
聟島列島（日语：聟島列島，むこじまれっとう）是日本所属小笠原群岛中的一组岛屿，包含聟島、嫁岛、媒岛、北之岛以及附属小岛等岛屿。岛屿均为无人岛。

## 岛屿列表
- 聟島
- 嫁岛（日语：嫁島）
- 媒岛（日语：媒島）
- 北之岛（日语：北之島）
- 后岛
- 前岛